# Millery (Ródano)
Millery é uma comuna francesa na região administrativa de Auvérnia-Ródano-Alpes, no departamento de Ródano. Estende-se por uma área de 9,22 km². Em 2010 a comuna tinha 4 404 habitantes (densidade: 477,7 hab./km²).